# فن التفاني

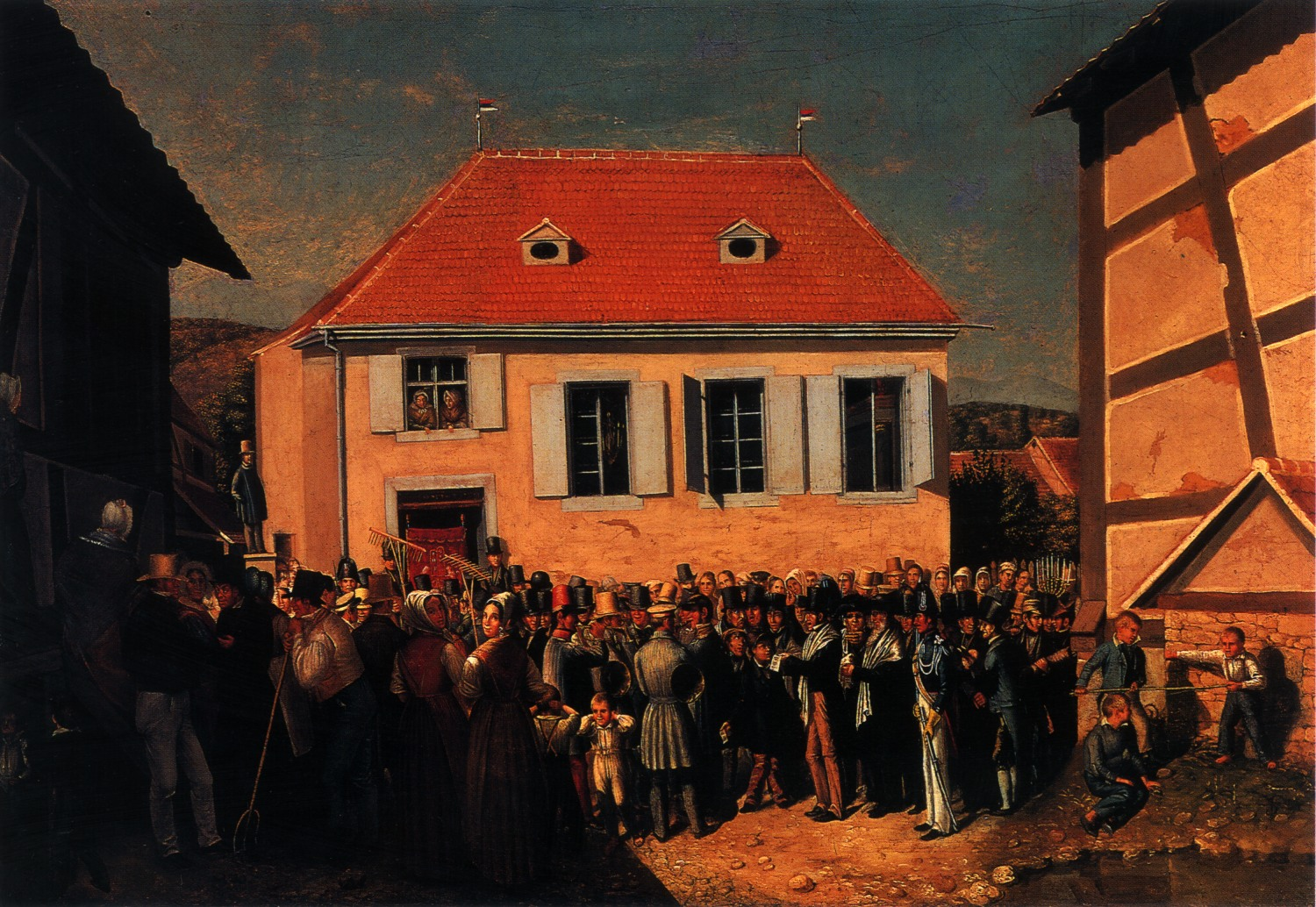

فن التفاني : هو خلق أو إسناد عمل فني، كتكريم لشخص، أو، مكان ،أو شيء. قد يكون التكريس المفوض، كقائد العرض الأول، الأداء أو الفرقة الموسيقية، أو الراعي. قد يكون العمل تذكارياً.
في الموسيقى، ويشمل الأمثلة العديدة من أعمال بيتهوفن، مثل البيانو سوناتا Op. 109، مكرسة لابنة صديقه أنتوني برينتانو ماكسيميليان.  
في الأدب، ومن الأمثلة على ذلك تفاني فلاديمير نابوكوف في الأعمال لزوجته فيرا.